# Луцкий, Николай Львович
Николай Львович Луцкий (18 декабря 1903 — 5 сентября 1980) — советский военный деятель, контр-адмирал, участник советско-финской и Великой Отечественной войн.

## Биография
Николай Львович Луцкий родился 18 декабря 1903 года в селе Слобода (ныне — Сквирский район Киевской области Украины). В 1925 году был призван на службу в Рабоче-Крестьянскую Красную Армию. Окончил полковую школу, затем экстерном сдал экзамены на комвзвода запаса. В 1926—1932 годах находился в запасе. Вернувшись в армию, командовал взводом, ротой в частях Уральского военного округа. С 1935 года — на службе в Военно-морском флоте СССР. В 1939 году окончил командный факультет Военно-морской академии имени К. Е. Ворошилова, после чего был ассистентом кафедры общей тактики командного факультета данного учебного заведения. Участвовал в советско-финской войне.
После начала Великой Отечественной войны Луцкий был назначен командиром по оперативной части 3-го отделения 1-го отдела Оперативного управления Главного морского штаба Военно-морского флота СССР. В сентябре 1941 года был направлен в Ленинград, на должность начальника штаба 2-й отдельной бригады морской пехоты Балтийского флота. Когда из строя выбыл командир бригады, Луцкий стал исполнять его обязанности. Вверенное ему соединение успешно оборонялось на подступах к Ленинграду, на Копорском направлении — противник так и не сумел прорваться на участке бригады. Позднее эта бригада была преобразована в 48-ю отдельную мотострелковую. В сентябре 1943 года Луцкий был переведён в Штаб Ленинградского фронта, занимал должность заместителя начальника оперативного отдела, затем начальника морского отдела.
После окончания войны продолжал службу в Военно-морском флоте СССР. Был начальником штаба различных военно-морских баз. В 1950—1953 годах командовал Порт-Артурской военно-морской базой. В 1955 году окончил военно-морской факультет Высшей военной академии имени К. Е. Ворошилова. С января 1956 года по июнь 1958 года возглавлял 6-й Государственный центральный полигон Министерства обороны СССР на Новой Земле. Руководил производством ядерных испытаний. В июне 1958 года был переведён в научно-исследовательскую группу при Главнокомандующем Военно-морским флотом СССР. В июне 1960 года был уволен в запас. Умер 5 сентября 1980 года, похоронен на Кунцевском кладбище Москвы.

## Награды
- Орден Ленина (30 декабря 1956 года);
- 4 ордена Красного Знамени (17 февраля 1944 года, 21 июня 1944 года, 5 октября 1944 года, 2 июня 1951 года);
- Орден Трудового Красного Знамени (1958);
- 2 ордена Красной Звезды (26 июня 1943 года, 21 февраля 1945 года);
- Медаль «За оборону Ленинграда» и другие медали.